# Facelinopsis
Facelinopsis is een geslacht van weekdieren uit de klasse van de Gastropoda (slakken).

## Soorten
- Facelinopsis marioni (Vayssière, 1888)
- Facelinopsis pacodelucia Ortea, Moro & Caballer, 2014